# Wijken en buurten in Schijndel
De Nederlandse gemeente Schijndel is voor statistische doeleinden onderverdeeld in wijken en buurten. De gemeente is verdeeld in de volgende statistische wijken:
- Wijk 00 West (CBS-wijkcode:084400)
- Wijk 01 Centrum (CBS-wijkcode:084401)
- Wijk 02 Oost (CBS-wijkcode:084402)
- Wijk 03 Wijbosch (CBS-wijkcode:084403)

Een statistische wijk kan bestaan uit meerdere buurten. Onderstaande tabel geeft de buurtindeling met kentallen volgens het Centraal Bureau voor de Statistiek (2008):
| CBS-buurtcode | Buurtnaam                | Inwonertal | Opp. totaal (ha) | Opp. land (ha) | Ligging                |
| ------------- | ------------------------ | ---------- | ---------------- | -------------- | ---------------------- |
| BU08440000    | Boschweg Noordoost       | 2510       | 47               | 47             | Locatie in de gemeente |
| BU08440010    | Boschweg Zuidwest        | 1420       | 30               | 30             | Locatie in de gemeente |
| BU08440020    | Grevekeur                | 1510       | 23               | 23             | Locatie in de gemeente |
| BU08440030    | Molendijk                | 170        | 18               | 18             | Locatie in de gemeente |
| BU08440091    | Buitengebied Noordwest 1 | 830        | 736              | 730            | Locatie in de gemeente |
| BU08440092    | Buitengebied Noordwest 2 | 100        | 310              | 307            | Locatie in de gemeente |
| BU08440093    | Buitengebied Zuidwest    | 310        | 411              | 411            | Locatie in de gemeente |
| BU08440101    | Centrum 1                | 680        | 16               | 16             | Locatie in de gemeente |
| BU08440102    | Centrum 2                | 670        | 18               | 18             | Locatie in de gemeente |
| BU08440103    | Centrum 3                | 610        | 20               | 20             | Locatie in de gemeente |
| BU08440104    | Centrum 4                | 400        | 14               | 14             | Locatie in de gemeente |
| BU08440111    | De Borne 1               | 1070       | 24               | 24             | Locatie in de gemeente |
| BU08440112    | De Borne 2               | 120        | 7                | 7              | Locatie in de gemeente |
| BU08440113    | De Borne 3               | 170        | 19               | 19             | Locatie in de gemeente |
| BU08440120    | Hopstraat                | 980        | 33               | 33             | Locatie in de gemeente |
| BU08440191    | Buitengebied Zuid 1      | 260        | 354              | 354            |                        |
| BU08440192    | Buitengebied Zuid 2      | 410        | 571              | 571            | Locatie in de gemeente |
| BU08440201    | De Beemd 1               | 1880       | 44               | 44             | Locatie in de gemeente |
| BU08440202    | De Beemd 2               | 20         | 16               | 16             | Locatie in de gemeente |
| BU08440203    | De Beemd 3               | 450        | 12               | 12             | Locatie in de gemeente |
| BU08440210    | Hoevenbraak              | 2110       | 41               | 41             | Locatie in de gemeente |
| BU08440221    | Plein 1                  | 1530       | 21               | 21             | Locatie in de gemeente |
| BU08440222    | Plein 2                  | 310        | 11               | 11             | Locatie in de gemeente |
| BU08440223    | Plein 3                  | 920        | 14               | 14             | Locatie in de gemeente |
| BU08440230    | Hulzebraak               | 1580       | 36               | 36             | Locatie in de gemeente |
| BU08440240    | Rooiseheide              | 120        | 18               | 18             | Locatie in de gemeente |
| BU08440251    | Duin 1                   | 90         | 60               | 60             | Locatie in de gemeente |
| BU08440252    | Duin 2                   | 10         | 51               | 51             | Locatie in de gemeente |
| BU08440253    | Duin Noord               | 0          | 8                | 8              | Locatie in de gemeente |
| BU08440291    | Buitengebied Noordoost   | 360        | 866              | 862            | Locatie in de gemeente |
| BU08440292    | Buitengebied Zuidoost    | 90         | 278              | 278            | Locatie in de gemeente |
| BU08440300    | Wijbosch                 | 1180       | 40               | 40             | Locatie in de gemeente |